# Parotiditis
La parotiditis, comúnmente llamada paperas, es una enfermedad contagiosa que puede ser aguda o crónica, localizada fundamentalmente en una o ambas glándulas parótidas, que son glándulas salivales mayores ubicadas detrás de las ramas ascendentes de la mandíbula. La causa el virus de las paperas, de la familia Paramyxoviridae, que provoca una enfermedad muy frecuentemente en niños y adolescentes, aunque también puede causar infecciones en adultos sensibles. Por lo general, la enfermedad produce inmunidad de por vida, por lo que puede ser prevenida por la administración de una vacuna, la vacuna triple vírica (SPR).
La parotiditis puede afectar diferentes glándulas del cuerpo, también el sistema nervioso central y los testículos. Las complicaciones más frecuentes son la meningitis y la inflamación testicular que puede llevar a la infertilidad. El tratamiento consiste en el alivio de los síntomas.
En la obra Epidemias, de Hipócrates, escrita aproximadamente entre los años 475 y 466 a. C., se describe una epidemia de parotiditis ocurrida en la isla de Tasos.

## Epidemiología
Es una enfermedad viral poliglandular, común en la infancia, pero no exenta de presentarse en la edad adulta, en cuyo caso se caracteriza por producir inflamación de las glándulas parótidas (principalmente, aunque afecta otras glándulas del cuerpo).
Antes de la introducción de la vacunación universal, la parotiditis era una enfermedad que una vez fue endémica en todo el mundo, afectaba a la mayoría de los niños entre 2 y 15 años de vida, con aproximadamente un 90 % de adultos jóvenes con una serología positiva. Desde la introducción de la vacuna, la incidencia disminuyó bruscamente con solo ocasionales brotes de la enfermedad en Latinoamérica. Actualmente su incidencia aumenta a finales del invierno y durante la primavera en climas templados, en particular entre instituciones de acogida colectiva de niños, como las guarderías. Con un periodo de incubación de 14-21 días, siendo más contagiosa unos 4 días antes de la inflamación visible de las parótidas. Se transmite por contacto con gotitas de saliva en el aire procedentes de un individuo infectado y, en menor medida, la infección puede propagarse a través de la orina.
La vacunación ha eliminado prácticamente las formas de la infancia y, paradójicamente, ha aumentado el número de casos en adultos jóvenes que a menudo reciben la vacunación de manera incompleta (sin la dosis de refuerzo), pero a veces por administración incorrecta.

### Secuenciación y genotipado
La Organización Mundial de la Salud (OMS) recomienda el genotipado del virus de la parotiditis para llevar a cabo planes de vigilancia epidemiológica. Este genotipado se realiza siguiendo los procedimientos estándar basados en la secuenciación del gen que codifica la proteína hidrofóbica de pequeño tamaño, denominada SH (del inglés Small Hydrofobic).
La variación genética en el gen SH ha llevado a la caracterización de los 12 genotipos que son reconocidos por la OMS.
Aunque la OMS recomienda la determinación del genotipo como una herramienta para la vigilancia epidemiológica de las paperas, los datos sobre los genotipos circulantes de parotiditis son limitados. Estos datos son de crucial importancia para evaluar los patrones de propagación del virus. En el caso de los genotipos circulantes en España, se han descrito recientemente la serie completa de datos que revelan las cepas de este virus. La pequeña región hidrofóbica (proteína SH) se secuenció en 237 cepas detectadas del virus de las paperas (MuV), identificadas, entre 1996 y 2007, en varias regiones de España. Seis diferentes genotipos se identificaron: A, C, D (D1), G (G1, G2), H (H1, H2), y J. El genotipo H1 fue predominante durante la epidemia de 1999-2003, pero fue reemplazado por el genotipo G1 en la epidemia de 2005-2007. La misma cepa del genotipo G1 detectado, a su vez, ha causado brotes concomitantes en diferentes partes del mundo (EE. UU., Canadá y Reino Unido), lo que demuestra su amplia distribución e importancia a nivel mundial. Los genotipos restantes (A, C, D o J) aparecieron en casos esporádicos o pequeños brotes limitados. Este patrón de circulación parece reflejar la circulación viral continua a nivel nacional a pesar de la alta cobertura de la vacuna que existe en España.

## Etiología
El agente etiológico de la parotiditis infecciosa es el virus denominado Mixovirus parotiditis, un virus ARN que pertenece a la familia Paramyxoviridae, subfamilia Paramyxovirinae, género Rubulavirus. El ser humano es el único reservorio de este agente patógeno. El virión tiene una configuración redondeada con un contorno irregular y mide aproximadamente 150 nm recubierto de una cápside lipídica. Sólo hay un serotipo con diferentes subtipos en todo el mundo, por lo que ni la enfermedad ni la respuesta serológica difieren. De modo que, cuando una persona se expone al virus y enferma, obtendrá inmunidad por el resto de su vida.
Es una enfermedad de las llamadas prevenibles por vacunación, ya que se cuenta con una vacuna, la cual suele aplicarse en combinación con la del sarampión y la rubéola (triple viral o MMR). Esta medida preventiva suele brindarse al cumplirse los 12 o 15 meses (en función del país y del esquema de vacunación) y confiere inmunidad permanente.

## Clasificación
Las parotiditis aguda pueden ser:
- Primarias: en este grupo se incluye fundamentalmente la parotiditis epidémica o paperas, enfermedad contagiosa (infecciosa o transmisible, por gotitas) producida por un virus de la familia de los paramixovirus. Ataca preferentemente a niños de 5 a 16 años de edad, y se caracteriza por el aumento de tamaño de las glándulas salivales, casi siempre de las parótidas, que se ubican a ambos lados de las ramas ascendentes de la mandíbula. En los adultos y jóvenes puede extenderse a los testículos u ovarios. Los testículos pueden duplicar su tamaño.
- Secundarias: suelen ser bacterianas y en general suelen aparecer en pacientes con algún tipo de estado de inmunosupresión.

## Cuadro clínico

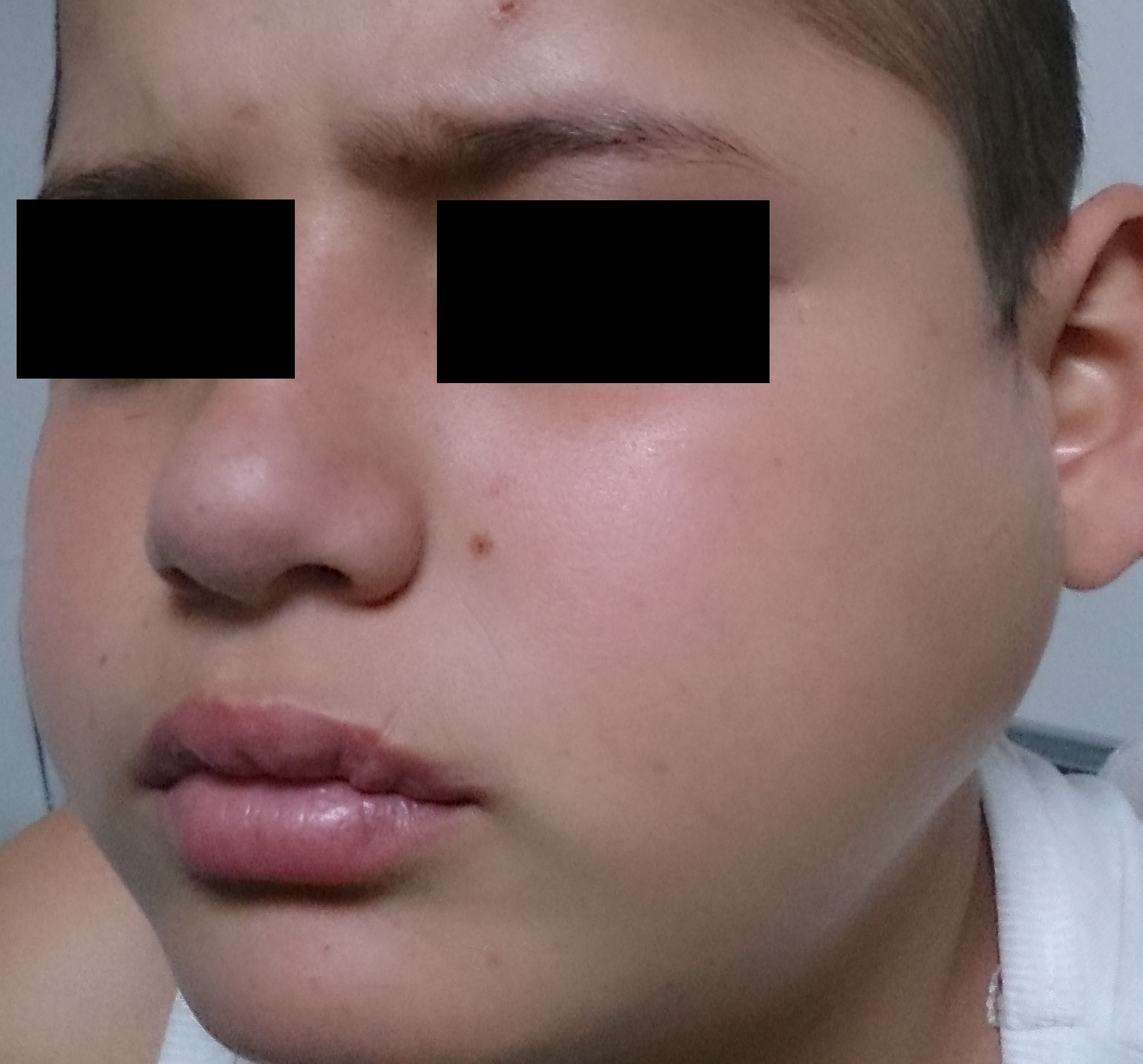
Paciente con el característico aumento de volumen en el cuello por parotiditis.

Se calcula que entre el 20 % y el 30 % de los casos son asintomáticos y la infección sólo puede establecerse por la detección de anticuerpos en la sangre. Cuando aparecen, los síntomas iniciales de la parotiditis son dolor de cabeza, malestar general, fiebre ocasional no mayor a 38 °C y dolor mandibular, principalmente al tacto. Estas molestias se presentan poco antes de que aparezca la inflamación y edema facial, provocado por el crecimiento de las glándulas. El proceso generalmente inicia en las parótidas, y lo más frecuente es que no aumenten de tamaño las dos al mismo tiempo. Posteriormente pueden verse afectadas las glándulas salivales sublingual y submaxilares, incrementándose el dolor y el edema.
No se afectan en esta enfermedad únicamente las glándulas salivales: pueden verse afectados también el páncreas, los testículos (presentándose orquitis en un 25-40 % de los varones postpuberales afectados) y los ovarios.
En el caso de la parotiditis infecciosa, al período de incubación, que dura entre 12 a 14 días, le sigue un cuadro leve de malestar general con una desagradable sensación en la garganta, provocada por el aumento de las parótidas y la sequedad bucal, porque disminuye la secreción de saliva. En los adolescentes, el cuadro puede complicarse cuando afecta a los testículos. Si la enfermedad se trata oportunamente, la curación es integral, pero en algunos casos puede producirse atrofia del testículo, con posterior esterilidad.

## Diagnóstico
Las paperas son diagnosticadas clínicamente basadas en la clásica inflamación de las glándulas parotídeas. Esta inflamación puede ser uni- o bilateral, aunque cada vez es más frecuente encontrar casos en los que no está presente la inflamación de la parótida en todos los pacientes aquejados de paperas. Por otra parte, este síntoma puede estar presente en las infecciones por otros virus, por lo que se hace indispensable el diagnóstico diferencial en el laboratorio.
El diagnóstico de laboratorio se ha basado clásicamente en la detección de IgM específica. Sin embargo, la sensibilidad de este marcador de diagnóstico disminuye drásticamente para el diagnóstico de la infección en los pacientes vacunados, que es la situación más frecuente en países con alta cobertura de vacunación. En consecuencia, en la actualidad, el diagnóstico de laboratorio debe complementarse con técnicas de detección viral directo como el aislamiento del virus en cultivo celular o la detección de ácidos nucleicos mediante la técnica de reacción en cadena de la polimerasa (RT-PCR).
Al igual que ocurre con la inflamación de las glándulas salivales, la amilasa sérica suele ser elevada. Una elevación en la lipasa sérica suele ser indicio de una pancreatitis.

## Tratamiento
No existe un tratamiento que sea efectivo para curar la enfermedad. Se basa únicamente en la mejora de los síntomas, hasta que se cumpla la historia natural de la enfermedad. Entre las medidas generales, es necesario aislar al enfermo, para evitar mayor incidencia de casos, reposo durante el periodo febril y proporcionar a la persona afectada medicamentos para disminuir la sintomatología. Por ejemplo, la aplicación de compresas frías o calientes en el área del cuello y el uso de acetaminofén pueden ayudar a aliviar el dolor. No se debe dar aspirina a los niños con enfermedad viral debido al riesgo del síndrome de Reye.
Los casos que requieren principal cuidado y vigilancia son los siguientes:
- En caso de meningitis, únicamente se emplea tratamiento sintomático. Al ser esta una meningitis aséptica, los antibióticos no ofrecen mayor ventaja. Es necesario monitorizar las funciones vitales, prevenir el edema cerebral y mantener la vía aérea permeable.
- En la orquitis debe suspenderse el escroto sobre un aditamento (suspensorio) de manera que los testículos no estén colgando. En los casos que cursen con dolor muy intenso, se puede emplear codeína o petidina, o un bloqueo local con procaína inyectada en el cordón espermático. En ciertas situaciones incide sobre la túnica del saco escrotal para mejorar el edema y el dolor.
- En la pancreatitis se recomienda vigilancia estrecha de las constantes vitales, mantenimiento del equilibrio ácido-base y la hidratación parenteral, aunada al ayuno.

En el caso de la parotiditis infecciosa, las medidas preventivas están destinadas a los adolescentes para evitar las complicaciones testiculares, y a los niños desnutridos y susceptibles.

## Pronóstico
La enfermedad suele durar dos semanas; rara vez excede este tiempo, después de lo cual los pacientes generalmente se recuperan, incluso si hay otros órganos comprometidos. La muerte (generalmente por encefalitis u otras complicaciones graves) es excepcional. Muy ocasionalmente puede causar infertilidad en varones con afectación testicular.

### Complicaciones
La parotiditis es una enfermedad generalmente benigna, pero en caso de no tenerse las precauciones y los cuidados apropiados (recomendados por un profesional médico), pueden aparecer complicaciones. Entre las más graves, encontramos la meningitis, sospechosa en un paciente con parotiditis que presenta somnolencia, rigidez de cuello (signo de Brudzinski) y cefalea, también la llamada encefalitis urliana. Otra complicación severa es la pancreatitis, la cual se manifiesta por dolor abdominal superior intenso e intolerancia a la vía oral.
Puede haber, en algunos casos, crecimiento ovárico (ovaritis u ooforitis), tiroiditis, infarto testicular o priapismo (erección dolorosa del pene). La esterilidad es rara, y también puede haber, en pocos casos, neuritis, hepatitis, miocarditis, trombocitopenia, artralgia migratoria, fibroelastosis miocárdica y pérdida de audición, por lo general permanente, en uno o ambos oídos.
Entre las complicaciones neurológicas raras, podemos encontrar la encefalitis, el síndrome de Guillain-Barré, la ataxia cerebral y la mielitis transversa. Éstas, si se presentan, lo harán después del periodo de convalecencia.

## Prevención
La vacuna triple viral protege contra el sarampión, las paperas y la rubéola, y se debe aplicar dos dosis de la vacuna a los niños entre 12 a 15 meses de edad, como medida profiláctica, que confiere inmunidad activa. La vacuna se repite a la edad de 4 a 6 años o entre los 11 y 12 años, si no se había aplicado antes. Esta vacuna tiene una efectividad para la prevención de la parotiditis de 72% tras la primera dosis y de 86% después de dos dosis. A pesar de que se había sospechado una asociación entre la vacunación y algunas enfermedades, se ha demostrado que la vacunación no se asocia a un mayor riesgo de padecer autismo, encefalitis, diabetes mellitus tipo 1, asma, leucemia, esclerosis múltiple, infecciones bacterianas o virales ni enfermedad inflamatoria intestinal.